# ذکی دریابی
ذکی دریابی (زادهٔ: ۱۳۶۶ جاغوری، ولایت غزنی) روزنامه‌نگار اهل افغانستان است که در حال حاضر در تبعید به سر می‌برد. وی مدیر مسئول روزنامه اطلاعات روز است. وی به دلیل نشر گزارش‌هایی در خصوص فساد اداری در افغانستان شناخته شده‌است. وی توانست در سال ۲۰۲۰ جایزه مبارزه با فساد را از طرف سازمان شفافیت بین‌الملل کسب کند.

## زندگی‌نامه
ذکی دریابی متولد ۱۳۶۶ از ولسوالی جاغوری از ولایت غزنی افغانستان است. وی در سال ۱۳۸۹ از دانشکده حقوق و علوم سیاسی دانشگاه کابل در مقطع لیسانس فارغ‌التحصیل شده‌است. وی پس از پایان تحصیلات برای مدت کوتاهی در مرکز اطلاعات و رسانه‌های حکومت افغانستان کار کرده و پس از آن روزنامه اطلاعات را تأسیس کرد. وی به دلیل افشاگری‌هایی که به خاطر نشر گزارش‌های فساد در نهادهای دولتی انجام‌داده‌است به دادستانی کل افغانستان احضار و برای ساعاتی نیز بازداشت شده‌است. پس از سقوط کابل وی مدتی در افغانستان ماند اما در نهایت در ۳ اکتبر ۲۰۲۱ (میلادی) افغانستان را به مقصد ایالات متحده آمریکا ترک کرد و به همراه خانواده‌اش در حومه واشینگتن، دی.سی. ساکن شد. وی در تابستان ۲۰۲۲ (میلادی) انتشار روزنامه اطلاعات روز و در کنار آن روزنامه انگلیسی kabulNow را از سر گرفت.

## روزنامه اطلاعات روز
روزنامه اطلاعات روز که به عنوان پرخواننده‌ترین روزنامه‌های افغانستان و مستقل و منتقد دولت است در سال ۱۳۹۱ توسط ذکی دریابی تأسیس شد. بیشتر روزنامه‌نگاران و کارمندان روزنامه اطلاعات روز از دانشجویان و دانشگاهیان افغانستان هستند. این روزنامه در ۸ صفحه و با تیتراژ ۳ هزار نسخه در کابل چاپ می‌شود و علاوه بر پایتخت، در برخی ولایت‌های همجوار نیز توزیع می‌شود. اطلاعات روز در کنار نشر روزنامه چاپی به زبان فارسی، از مدتی به این سو کارش را به شکل آنلاین و به زبان انگلیسی و پشتو نیز آغاز کرده‌است.

## بازداشت
ذکی دریابی در سال ۱۳۹۲ به خاطر نشر یک مطلب در مورد اسحاق الکو، دادستان کل پیشین افغانستان، به این نهاد احضار و برای ساعاتی نیز زندانی شد.

## جایزه مبارزه با فساد سازمان شفافیت بین‌الملل
ذکی دریابی توانست در سال ۲۰۲۰ از طرف سازمان شفافیت بین‌الملل جایزه سال مبارزه با فساد را کسب کند. سازمان شفافیت بین‌الملل در خصوص اعطای این جایزه به ذکی دریابی اعلان کرد که: «با وجود چالش‌ها، تهدیدها و محدودیت‌های متعدد، به خاطر تلاش‌های خستگی‌ناپذیر ذکی دریابی و روزنامه اطلاعات روز در افشای رسوایی‌های بزرگ فساد در افغانستان، این جایزه را به آن‌ها تقدیم می‌کند. روزنامه اطلاعات روز نقش عمده در چالش کشاندن دولت افغانستان در زمینه مبارزه با فساد داشته‌است».